# القطاع الثالث للاقتصاد

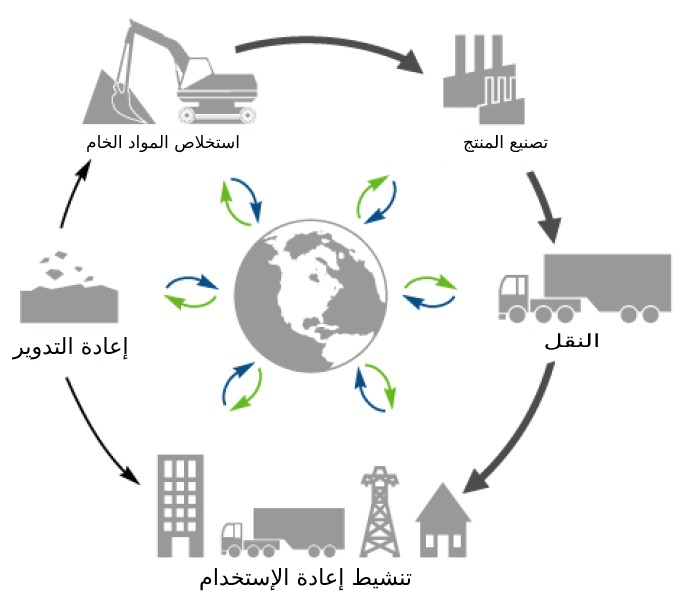
دورة حياة المنتج

القطاع الثالث للاقتصاد بالإنجليزية tertiary sector of the economy هو مصطلح في علم الاقتصاد يشير بشكل عام إلي قطاع الخدمات ، هو ثالث القطاعات الاقتصادية الثلاثة لنظرية القطاعات الثلاثة. الآخرين هما القطاع الثانوي (تقريبًا نفس التصنيع ) ، والقطاع الأولي ( المواد الخام ).
يعتمد قطاع الخدمات من إنتاج الخدمات بدلاً من المنتجات النهائية . تشمل الخدمات (المعروفة أيضًا باسم "السلع غير الملموسة") الاهتمام والمشورة والوصول والخبرة والعمل العاطفي . لطالما اعتبر إنتاج المعلومات خدمة، لكن بعض الاقتصاديين ينسبونها الآن إلى قطاع رابع، القطاع الرباعي .
يشمل قطاع الصناعة الثالث تقديم الخدمات للشركات الأخرى وكذلك المستهلكين النهائيين. قد تشمل الخدمات نقل البضائع وتوزيعها وبيعها من المُنتج إلى المُستهلك، كما قد يحدث في البيع بالجملة أو بالتجزئة أو مكافحة الآفات أو الترفيه . قد يتم تحويل البضائع في عملية تقديم الخدمة، كما يحدث في صناعة المطاعم. ومع ذلك، ينصب التركيز على الأشخاص من خلال التفاعل مع الأشخاص وخدمة العملاء بدلاً من تحويل السلع المادية.

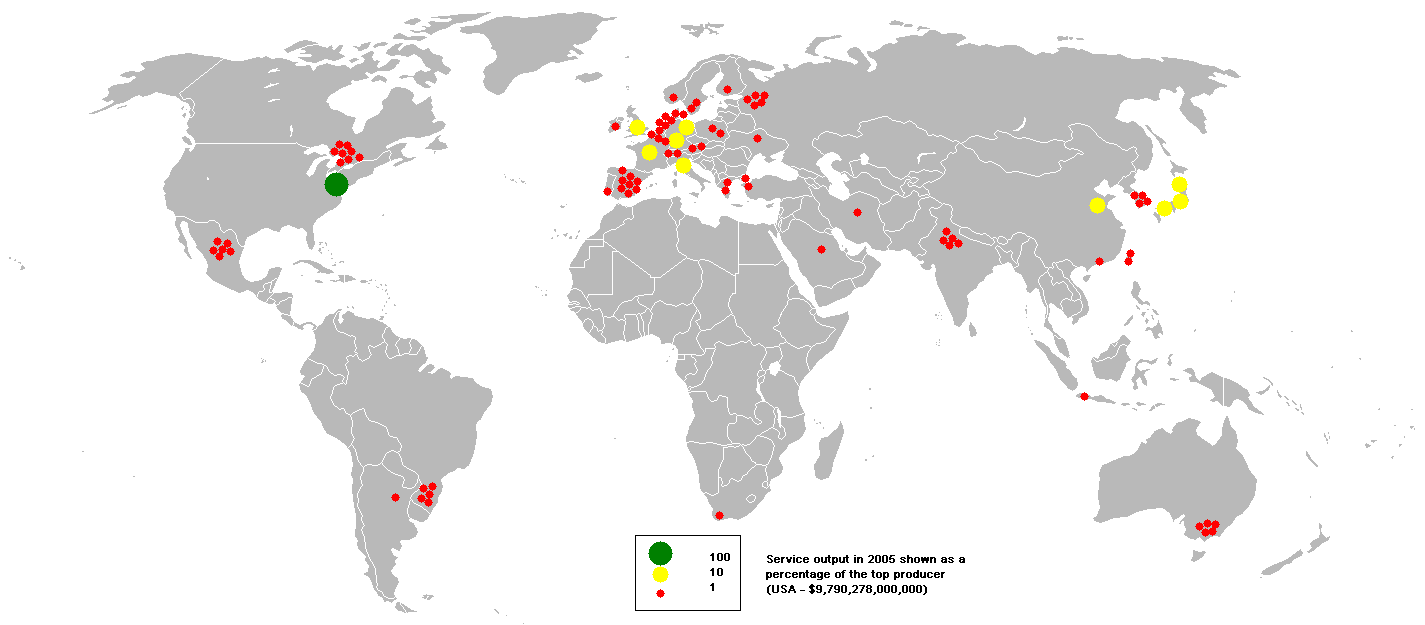
ناتج الخدمة كنسبة مئوية لأكبر منتج (الولايات المتحدة الأمريكية) اعتبارًا من 2005

فيما يلي قائمة بالدول حسب مخرجات الخدمة بأسعار صرف السوق في عام 2016:
| الإقتصاد                                                                                        | البلدان حسب الناتج العالي في عام 2016 (بالمليار دولار أمريكي) |
| ----------------------------------------------------------------------------------------------- | ------------------------------------------------------------- |
| (01) الولايات المتحدة                                                                           | 14,762                                                        |
| (02) الصين                                                                                      | 5,688                                                         |
| (03) اليابان                                                                                    | 3,511                                                         |
| (04) ألمانيا                                                                                    | 2,395                                                         |
| (05) المملكة المتحدة                                                                            | 2,109                                                         |
| (06) فرنسا                                                                                      | 1,941                                                         |
| (07) إيطاليا                                                                                    | 1,366                                                         |
| (08) البرازيل                                                                                   | 1,295                                                         |
| (09) كندا                                                                                       | 1,081                                                         |
| (10) الهند                                                                                      | 1,024                                                         |
| (11) إسبانيا                                                                                    | 926                                                           |
| (12) أستراليا                                                                                   | 859                                                           |
| (13) كوريا الجنوبية                                                                             | 850                                                           |
| (14) روسيا                                                                                      | 797                                                           |
| (15) المكسيك                                                                                    | 661                                                           |
| (16) تركيا                                                                                      | 551                                                           |
| (17) هولندا                                                                                     | 543                                                           |
| (18) سويسرا                                                                                     | 484                                                           |
| (19) إندونيسيا                                                                                  | 429                                                           |
| (20) بلجيكا                                                                                     | 362                                                           |
| أكبر عشرين دولة حسب الناتج الثالث في عام 2016 ، بحسب بيانات ص.ن.د وكتاب حقائق العالم سي إي أيه. |                                                               |